# Denisa Chládková
Denisa Chládková (nacida el 8 de febrero de 1979 en Praga, República Checa) es una jugadora de tenis profesional checa. Ha ganado siete títulos individuales y cuatro de dobles aunque no del circuito WTA sino del ITF. Su mayor éxito fue disputar los cuartos de final en el Torneo de Wimbledon en 1997.
Ha sido varias veces finalista en torneos WTA como el de Hannover, Alemania en el cual perdió ante Serena Williams. También disputó la final de Knokke-Heist en la cual perdió ante María Antonia Sánchez Lorenzo y en Helsinki que perdió ante Svetlana Kuznetsova.
El 16 de junio de 2003, ascendió hasta el número 31 del ranking mundial que ha sido su lugar más alto en la clasificación. 